# Rhodostrophia carnosaria
Rhodostrophia carnosaria är en fjärilsart som beskrevs av Otto Staudinger 1900. Rhodostrophia carnosaria ingår i släktet Rhodostrophia och familjen mätare. Inga underarter finns listade.